# Evristej
Evristej (starogrško Εὐρυσθεύς) je v grški mitologiji mikenski kralj.
Po Herinem posredovanj je Nikipa rodila Evrista prej kot je Alkmena Herakleja, zato je Evristej postal Heraklejev gospodar; naložil mu je znamenitih 12 nalog. Evristeja so ubili Heraklejevi sinovi.